# Wang Zhenyi (astronóma)
Wang Zhenyi (em chinês tradicional:王貞儀; China, 1768 – China, 1797) foi uma chinesa cientista, astrônoma, matemática e poeta da Dinastia Qing.
Ela quebrou muitas das tradições feudais de seu tempo, que impediam as mulheres de alcançar muitos objetivos. Dedicou-se arduamente ao estudo da astronomia e a matemática, Sendo conhecida pelas suas contribuições nas áreas da astronomia, matemática e também na poesia. Uma notável académica do século XVIII."

## Biografia
A casa ancestral de Wang tem origem na província de Anhui, mas a família do avô mudou-se para Jiangning (atual Nanjing). Seu pai e avô foram os responsáveis pelos aprendizados em matemática e astronomia, também proporcionaram viagens que inspirou o cunho de suas poesias.
No campo da matemática, Zhenyi conhecia a fundo a trigonometria e conhecia o teorema de Pitágoras. Ela escreveu um artigo chamado "A Explicação do Teorema de Pitágoras e a Trigonometria", onde ela descreveu de modo exímio um triângulo e a relação entre o menor segmento de reta de um triângulo, o maior, e a hipotenusa do triângulo.
Já no campo da Astronomia, criou seu próprio modelo explicativo dos eclipses, fenômeno considerado até então misterioso e belo. Para tal, utilizou um espelho, uma lâmpada e um globo suspenso por cordas, indicando como a Lua bloqueia a visão do Sol e como a Terra impede que a luz do Sol chegue até a Lua.
Wang Zhenyi morreu com vinte e nove anos e ao saber que se aproximava a sua hora ofereceu as suas obras e manuscritos para a amiga, a Kuai (1763-1827 A. D.), tendo depois passado para seu sobrinho, Qian Yiji (1783-1850 A. D.), um sábio do tempo.

## Poesia
As suas experiências de viagem, bem como sua as suas pesquisas acadêmicas facultaram-lhe uma abundância de idéias e material para a sua poesia. Ela deixou uma impressão duradoura através da sua literatura, além de treze volumes da poesia tipo canções ("Ci") e prosa, prefácios e postscripts escritos para outras obras.
O  estudioso Yuan Mei referiu-se à poesia de Wang dizendo que ela tinha "o sabor de uma grande pena, não de uma mulher poeta." A poesia de Zhenyi era conhecida pela ausência de floreados, geralmente associados às características femininas. Registe-se que a sua poesia revelava a compreensão dos clássicos e da História bem como retratava experiências colhidas nas viagens que fez, tais como a paisagem e a vida do povo, com quem fez amizade.
Alguns exemplos de seu trabalho são:
Aldeia está vazia de cozinhar fumaça,
As famílias ricas deixar grãos armazenados decadência;
Em absinto espalhados lamentável carente de corpos,
Ganancioso funcionários ainda insiste fazenda cobrança.

## Livros
Foi autora dos seguintes livros:
- "Disputa da Procissão dos Equinócios";
- "Disputa de Longitude e Estrelas";
- "A Explicação de um Eclipse Lunar".